# Edmund Johnston Garwood
Edmund Johnston Garwood (Bridlington, 1864 – Londra, 1949) è stato un esploratore britannico.
Esplorò nel 1897 Spitsbergen e nel 1899 il Kangchenjunga; fu dal 1932 al 1934 presidente della Geological Society of London.